# Ferganoceratodus martini
A Ferganoceratodus martini az izmosúszójú halak (Sarcopterygii) osztályába és a tüdőshalalakúak (Ceratodontiformes) rendjébe tartozó fosszilis faj.

## Tudnivalók
Az eddigi ismeretek szerint nemének az egyetlen faja; továbbá alrendbe és családba sincs még besorolva.
A Ferganoceratodus martini a késő jura és a kora kréta korok idején élt. Egyetlen felfedezett példányát Thaiföld északkeleti részén, a Phu Nam Jun település mellett találták meg. Ez a maradvány egy majdnem teljes fejtetőből, felső állcsontból és állkapocscsontból, valamint egyéb koponyadarabkákból áll.